# Sharp MZ80B
Lançado no mercado europeu no início de 1981, o microcomputador japonês MZ80B foi chamado por um resenhista de "um Volvo entre os micros. Poderia ser igualmente feliz como computador doméstico de alta classe, um sistema útil para pequenas empresas ou um instrumento de laboratório". A máquina seguia o conceito all-in-one iniciado no Sharp MZ80K, reunindo numa única peça monitor de vídeo de 9", UCP, teclado e tape deck. O uso do tape deck de alta fidelidade permitia a mais alta taxa de transferência de dados em micros da série MZ: 1800 bps (contra 1200 bps dos demais).

## História
O MZ80B foi lançado no Reino Unido em 1981 ao preço inicial de £ 1095, com 64 KiB de RAM (embora um folder de fevereiro de 1981 ainda cite 32 KiB como memória-base, a máquina vendida na Grã-Bretanha parece ter tido 64 KiB por padrão). Um sistema completo para uso comercial, com dois acionadores de disquete, impressora e SO CP/M, custava em torno de £ 2.300 (sem impostos).

## Características
| UCP           | Zilog Z80 em 4,00 MHz                                                                                            |
| RAM           | 32 KiB—64 KiB (máxima)                                                                                           |
| VRAM          | 2 KiB (para modo texto)                                                                                          |
| ROM           | 4 KiB |
| Teclado       | mecânico, 92 teclas, teclado numérico reduzido e teclas de cursor                                                |
| Display       | monitor monocromático de 9" embutido; texto (40×25 linhas ou 80×25 linhas) e gráfico (opcional, 320×200 pixels). |
| Som           | alto-falante interno                                                                                             |
| Portas        | porta de expansão genérica IEEE-488, RS232, porta paralela (itens opcionais)                                     |
| Armazenamento | tape deck embutido a 1800 bps; até dois drives de 5" 1/4 opcionais (280 KiB cada).                               |